# Lisa Jane Smith
Lisa Jane Smith (Fort Lauderdale, 4 de septiembre de 1958-8 de marzo de 2025) fue una autora estadounidense de libros de literatura juvenil que combinaban una gran variedad de géneros como terror, ciencia ficción/fantasía y romance.

## Producción literaria
Ha escrito tres trilogías, dos series y dos novelas. Sus libros se caracterizan por ser extraordinariamente pobladas con gente hermosa, humana y sobrenatural, la mayoría de ellos jóvenes, o al menos en apariencia.
Generalmente hay una oscuridad/luz, bien/mal el conflicto, que gira en torno a un personaje central, ambigua que, mientras se intenta seducir a la heroína a la oscuridad, termina siendo el mismo el que renace a la luz y convirtiéndose así en un héroe. A veces esta situación se invierte, o de lo contrario, es una variación sobre el tema. En la serie Night World la oscuridad/luz de conflicto se ha institucionalizado en una realidad que altera la conspiración. La oscuridad/luz es aún más la tensión juega en escenarios románticos y el alma gemela que hacer avanzar la trama. La serie The Vampire Diaries ahora es una serie exitosa junto con The Secret Circle.

## Obra

### Novelas
- The Night of the Solstice (1987)
- Heart of Valor (1990)

### Series
- Night World (1996 - 1998)
  - Secret Vampire
  - Daughters of Darkness
  - Spellbinder
  - Dark Angel
  - The Chosen
  - Soulmate
  - Huntress
  - Black Dawn
  - Witchlight
  - Strange Fate (26/4/2011)

- The Vampire Diaries (I-IV 1991 - 1992) 
  - Despertar (The Awakening)
  - Conflicto (The Struggle)
  - Furia (The Fury)
  - Invocación (Dark Reunion)
- The Vampire Diaries: The Return (V-VII 2009 - 2011)
  - The Return: Nightfall (10 feb 2009)
  - The Return: Shadow Souls (16 mar 2010)
  - The Return: Midnight (15 mar 2011)
- The Vampire Diaries: The Hunters (VIII-X 2011 - 2012)
  - The Hunters: Phantom (25 oct 2011)
  - The Hunters: Moonsong (13 mar 2012)
  - The Hunters: Destiny Rising (23 oct 2012)
- The Vampire Diaries: The Salvation (XI-XIII 2013 - 2014)
  - The Salvation: Unseen (02 may 2013)
  - The Salvation: Unspoken (07 nov 2013)
  - The Salvation: Unmasked (08 may 2014)

### Trilogías
- The Secret Circle (1992)
  - The Initiation
  - The Captive
  - The Power
  - The Divide (escrito por Aubrey Clark)
  - The Hunt (escrito por Aubrey Clark)
- The Forbidden Game (1994)
  - The Hunter
  - The Chase
  - The Kill

- Dark Visions Trilogy (1994 - 1995)
  - The Strange Power
  - The Possessed
  - The Passion

### Historias cortas
- Damon y Elena : love forever
- Matt and Elena: Tenth Date, On Wickery Pond
- Bonnie and Damon: After Hours
- Jez and Morgead's Night Out
- Ash and Mary-Lynnette: Those Who Favor Fire
- Brionwy's Lullaby
- Thicker Than Water
- The Trees
- Blood Will Tell
- Stefan y Caroline

## Fallecimiento
El 8 de marzo de 2025 L.J Smith murió por complicaciones de una enfermedad autoinmune rara.